# Słowik (Łódź)
Pour les articles homonymes, voir Słowik.
Słowik est une localité polonaise de la gmina et du powiat de Zgierz en voïvodie de Łódź.